# Lauge Sandgrav
Lauge Wesenberg Sandgrav (Virum, 16 settembre 2004) è un calciatore danese, centrocampista del Lyngby.

## Carriera

### Club
Cresciuto nel settore giovanile del Lyngby, ha debuttato il 16 dicembre 2020 nell'incontro di DBUs Landspokalturnering perso 2-1 contro il SønderjyskE diventando il più giovane esordiente nella storia del club biancoblu. Utilizzato di rado nelle stagioni successive, nel 2024 è stato promosso stabilmente in prima squadra ed il 16 agosto ha segnato il suo primo gol nella partita persa 2-1 contro il Midtjylland.

### Nazionale
Ha giocato nelle nazionali giovanili danesi Under-16, Under-17, Under-18, Under-19 ed Under-20.

## Statistiche

### Presenze e reti nei club
Statistiche aggiornate al 27 marzo 2025.
| Stagione        | Squadra         | Campionato      | Campionato | Campionato | Coppe nazionali | Coppe nazionali | Coppe nazionali | Coppe continentali | Coppe continentali | Coppe continentali | Altre coppe | Altre coppe | Altre coppe | Totale | Totale | Totale |
| Stagione        | Squadra         | Comp            | Pres       | Reti       | Comp            | Pres            | Reti            | Comp               | Pres               | Reti               | Comp        | Pres        | Reti        | Pres   | Reti   |        |
| --------------- | --------------- | --------------- | ---------- | ---------- | --------------- | --------------- | --------------- | ------------------ | ------------------ | ------------------ | ----------- | ----------- | ----------- | ------ | ------ | ------ |
| 2020-2021       | Lyngby          | SL              | 1          | 0          | CD              | 1               | 0               | -                  | -                  | -                  | -           | -           | -           | 2      | 0      |        |
| 2021-2022       | Lyngby          | 1D              | 2          | 0          | CD              | 0               | 0               | -                  | -                  | -                  | -           | -           | -           | 2      | 0      |        |
| 2022-2023       | Lyngby          | SL              | 0          | 0          | CD              | 0               | 0               | -                  | -                  | -                  | -           | -           | -           | 0      | 0      |        |
| 2023-2024       | Lyngby          | SL              | 2          | 0          | CD              | 3               | 0               | -                  | -                  | -                  | -           | -           | -           | 5      | 0      |        |
| 2024-2025       | Lyngby          | SL              | 22         | 1          | CD              | 1               | 0               | -                  | -                  | -                  | -           | -           | -           | 23     | 1      |        |
| Totale carriera | Totale carriera | Totale carriera | 27         | 1          |                 | 5               | 0               |                    | -                  | -                  |             | -           | -           | 32     | 1      |        |